# Dany Bébel-Gisler
Dany Bébel-Gisler, née le 7 avril 1935 à Pointe-à-Pitre et morte le 28 septembre 2003 au Lamentin, est une sociologue et linguiste française, chercheuse au CNRS.  Elle a été l'une des premières linguistes à défendre la préservation et l'enseignement des langues créoles. Son rôle a été essentiel dans le développement de la Route de l'Esclave de l'UNESCO. Elle a publié plusieurs romans et livres pour enfants sur la culture guadeloupéenne.

## Biographie
La famille de son père possédait une plantation de canne à sucre et sa mère était une métisse qui y travaillait comme travailleuse agricole. Elle fut encouragée à partir en France métropolitaine pour poursuivre ses études, s'inscrivant en classe préparatoire à Toulouse avant d'entrer à l'École Normale Supérieure.  
Bébel-Gisler commence à travailler  à Nanterre et à Aubervilliers tout en finissant ses études supérieures, enseignant aux immigrés et aux étudiants de la classe ouvrière. Elle dirigea notamment un programme d'alphabétisation pour les immigrés africains et algériens.  
En 1975, elle publie avec Laënnec Hurbon (en) Laënnec Hurbon Cultures et pouvoir dans la Caraïbe : c'est le premier ouvrage de "sciences humaines" traitant de sujets savants en créole antillais.
En 1976, elle retourne en Guadeloupe avec le but de lancer une expérience d'enseignement pour les ruraux établis autour de Lamentin, ciblant particulièrement les adultes non-francophones. Elle publie la même année La Langue créole, force jugulée (The Creole language, forced suppression), qui évalue le système éducatif français, qui plaçait les enfants immigrés non-francophones dans des classes de mise à niveau. Les retirer des classes les faisait se sentir inférieurs et avait un impact sur leur éducation à plus long terme, et finalement sur leurs chances d'obtenir un emploi. La langue passait ainsi d'un médium permettant aux gens de communiquer à une manière de maintenir des barrières sociales.
En 1979, elle fonde le centre alternatif Centre d'Education Populaire Bwadoubout ,, pour favoriser l'alphabétisation des enfants et des adultes défavorisés, qui étaient désavantagés par l'enseignement formel uniquement réalisé en français. Elle dirige le centre et reçoit un financement du Centre National de la Recherche Scientifique, même si, en pratique, son travail à Bwadoubout contrevient aux objectifs gouvernementaux d'assimilation. En refusant d'utiliser le français, les Guadeloupéens créent une distinction entre eux-mêmes, les Français d'origine métropolitaine et les autres iles des Antilles, rejetant ainsi l'assimilation.
En plus de ses efforts éducatifs, Bébel-Gisler commence à publier des romans. En 1985, son roman biographique Lénora: l’histoire enfouie de la Guadeloupe décrit la période entre 1940 et 1943, quand le gouverneur Constant Sorin [fr] mit en place des politiques pour prévenir toute occupation britannique ou américaine de la Guadeloupe et la Martinique. En 2000, elle publie À la recherche d’une odeur de grand’mère; D’en Guadeloupe une « enfant de la Dass » raconte…  Le livre raconte comment les plantations de canne à sucre modèlent non seulement le paysage mais aussi les personnes y travaillant, supplantant les liens familiaux en modifiant les relations entre homes et femmes, et parents et enfants. Il explore des thèmes importants dans la société Guadeloupéenne, où le patriarcat et la matrifocalité s'affrontent.
Elle œuvre pour que les Antilles intègrent le projet La Route de l'esclave et, en 1996, elle est mise à disposition de l'UNESCO en tant que responsable-coordonnateur du Comité pour les Antilles. En 1998, Dany Bébel-Gisler publie Grand'mère, ça commence où la route de l'esclave?. Depuis, ce livre fait partie des livres de référence dans les programmes de l'école primaire au cycle 3.
Dany Bébel-Gisler décède le 28 septembre 2003, des suites d'un infarctus, à l'âge de 68 ans, sans avoir pu terminer l'élaboration du numéro deux de La route de l'esclave.

## Œuvres

### Essais
- Cultures et pouvoir dans la Caraïbe : langue créole, vaudou, sectes religieuses en Guadeloupe et en Haïti (co-auteur : Laënnec Hurbon), L'Harmattan, 1975 (OCLC 2964377)
- La langue créole, force jugulée : étude socio-linguistique des rapports de force entre le créole et le français aux Antilles, Paris: L'Harmattan, 1979 (OCLC 3360060)
- Les enfants de la Guadeloupe, Paris: L'Harmattan, 1985 (OCLC 14819348)
- Le défi culturel guadeloupéen : devenir ce que nous sommes, Editions caribéennes, coll. « Kòd yanm », 1989 (OCLC 21401547)

### Livres Jeunesse
- Grand'mère, ça commence où la route de l'esclave? (ill. Michèle Chomereau-Lamotte), Pointe-à-Pitre, Editions Jasor, 1998 (OCLC 42601051)
- Grand-mère, pourquoi Sundari est venue en Guadeloupe ? : l'arrivée des premiers Indiens en Guadeloupe (ill. Michèle Chomereau-Lamotte), Pointe-à-Pitre, Editions Jasor, 2005 (OCLC 469545513)

### Récits
- Léonora : l'histoire enfouie de la Guadeloupe, Seghers, coll. « Mémoire vive », 1985 (OCLC 14818684) Trad. en anglais (États-Unis) par A. Leskes pour la collection CARAF Books, édité sous le titre Leonora: The Buried Story of Guadeloupe aux presses de l'université de Virginie en 1994.   (ISBN 0-8139-1518-X)
- À la recherche d'une odeur de grand'mère; D'en Guadeloupe une "enfant de la Dass" raconte..., Pointe-à-Pitre, Editions Jasor, 2000 (OCLC 51209205)

### Divers
- Kimafoutiesa (langue:?), l'Harmattan, 197? (OCLC 780193334)
- Langue, enseignement, colonisation (co-auteurs :  Antoine Culioli; Pierre Bourdieu ;Université de Paris (1896-1968). Faculté des lettres et sciences humaines), 1974, Thèse Doctorat : Sociolinguistique (OCLC 493078552)
- (gcf) Kèk prinsip pou ekri kreyol (Méthodes d'apprentissage), Paris : C.N.R.S., RCP 396, 1978 (OCLC 25379582)
- Corps, langage, pouvoir. : Une expérience d'alphabétisation en Guadeloupe (Actes de la Recherche en Sciences Sociales Paris), France : Maison des Sciences de L'Homme, 1983 (OCLC 820405845)[9]
- Corps, langage, pouvoir. : lieux et enjeux dans les luttes de libération nationale en Guadeloupe, Persée, 1983 (OCLC 815973855)
- Livre d'or de la femme créole. Vol. 4, Pointe-à-Pitre: Raphy Diffusion, 1988, « Nourrir ses enfants, une quête incessante depuis l'esclavage »[10]
- Le Passé inachevé de l'esclavage : l'héritage culturel africain dans le réel, l'inconscient et l'imaginaire social guadeloupéen [« The Incomplete past of slavery: the African heritage in the social reality, subconsciousness and imagination of Guadeloupe »], Paris, UNESCO; New York, Berghahn Books, 2001[11]

## Hommages et Revues, Articles consacrés à ses œuvres
- Anne Malena, En anglais, Léonora parle-t-elle encore et à qui?, Association canadienne de traductologie Érudit, 1997, article (OCLC 748575214)
- Barbro Lukacs Kelley, "The Poetics of Nationalism in Dany Bébel-Gisler's Leonora", Revista Mexicana del Caribe (Quintana Roo), t. 6, 1998, p. 208-230.
- Les femmes dans la traite et l'esclavage, Karthala, coll. « Les cahiers des anneaux de la mémoire » (no 5), 2003, article (ISBN 978-2-84586-903-5), « Hommage à Dany Bébel-Gisler par Hugues Liborel-Pochot »[12]